# Елісон Вільямсон
Елісон Вільямсон  (англ. Alison Williamson; 3 листопада 1971) — британська лучниця, олімпійська медалістка.

## Виступи на Олімпіадах
| Олімпіада      | Дисципліна | Місце |
| -------------- | ---------- | ----- |
| Барселона 1992 | особисті   | 8     |
| Барселона 1992 | командні   | 13    |
| Атланта 1996   | особисті   | 10    |
| Сідней 2000    | особисті   | 9     |
| Афіни 2004     | особисті   | 3     |
| Афіни 2004     | командні   | 12    |
| Пекін 2008     | особисті   | =17   |
| Пекін 2008     | командні   | 4     |
| Лондон 2012    | особисті   | =33   |
| Лондон 2012    | командні   | 9T    |

## Зовнішні посилання
- Досьє на sport.references.com [Архівовано 5 березня 2016 у Wayback Machine.]